# Erliansaurus bellamanus
L'erliansauro (Erliansaurus bellamanus Xu et al., 2002) era un dinosauro saurischio appartenente al gruppo dei terizinosauri. Visse nel Cretaceo superiore (dal Santoniano al Maastrichtiano, più precisamente da 84,9 a 70,6 milioni di anni fa) e i suoi resti fossili sono stati ritrovati in Cina. 

## Descrizione

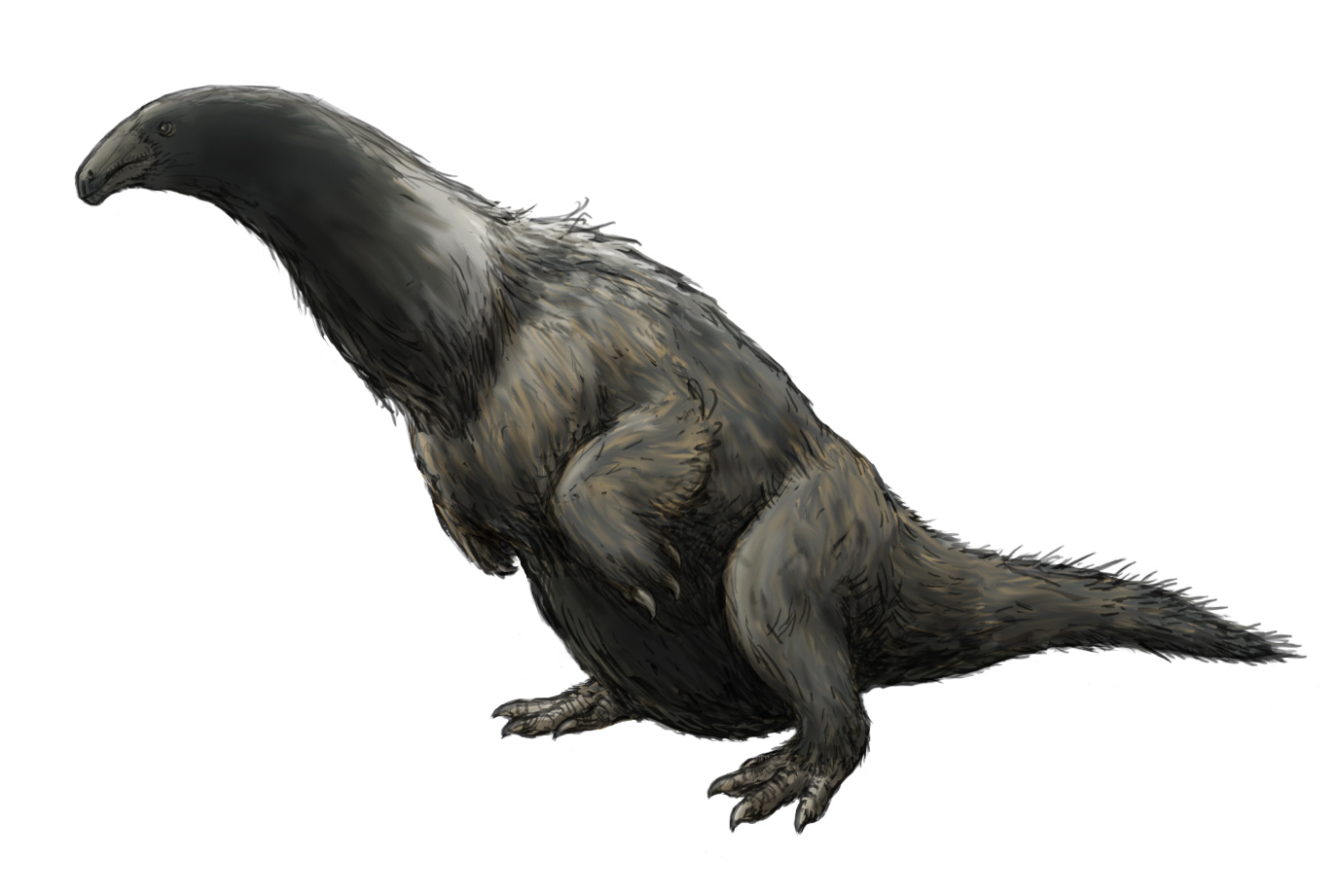
Ricostruzione di Erliansaurus bellamanus

Questo dinosauro è noto per resti fossili molto incompleti, che includono vertebre del collo, del dorso e della coda, una scapola destra, la zampa anteriore sinistra (tranne il carpo), parte della pelvi, un femore destro (lungo 41 centimetri), entrambe le tibie, la fibula sinistra e alcuni metatarsi. L'esemplare intero, in vita, doveva raggiungere i due metri e mezzo di lunghezza e, dal grado di fusione delle ossa, sembra si trattasse di un esemplare subadulto. Un adulto potrebbe aver raggiunto i 4 metri di lunghezza e i 400 chilogrammi di peso (Paul, 2010). Sembra che, in confronto ad altri animali simili (i terizinosauri), il collo di Erliansaurus fosse relativamente corto. Le zampe anteriori possedevano enormi artigli fortemente ricurvi e appuntiti; quello sul "pollice" era il più grande. 

## Classificazione
Erliansaurus è stato descritto per la prima volta nel 2002, sulla base di resti ritrovati nella Mongolia interna, nei pressi di Sanhangobi, nella formazione di Iren Dabasu. Lo studio compiuto sull'esemplare ha portato alla conclusione che Erliansaurus fosse un rappresentante abbastanza primitivo (basale) dei terizinosauri, un gruppo di dinosauri teropodi dalle caratteristiche aberranti (tra cui testa piccola, dentatura da erbivoro, zampe anteriori con enormi artigli e bacino da ornitischio). L'omero di Erliansaurus, in particolare, conserva caratteristiche di due terizinosauri, Erlikosaurus (per quanto riguarda la morfologia della parte superiore) e Nothronychus (per quanto riguarda la morfologia della parte inferiore). La fibula, invece, era di forma insolita: possedeva un margine anteriore molto alto e una sommità concava.

## Paleobiologia

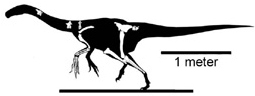
Ricostruzione delle parti scheletriche note di Erliansaurus bellamanus

Erliansaurus, con tutta probabilità , era un erbivoro bipede. I resti fossili provengono dalla formazione Iren Dabasu, che ha restituito i fossili di altri dinosauri come il grosso erbivoro Bactrosaurus, il dinosauro - struzzo Archaeornithomimus e il tirannosauro basale Alectrosaurus. Nella stessa formazione sono stati ritrovati anche i fossili di altri due terizinosauri (Neimongosaurus e un altro esemplare ancora senza nome); è probabile che questi dinosauri si fossero specializzati per ricoprire differenti nicchie ecologiche.

## Significato del nome
Il nome generico Erliansaurus deriva da Erlian, una città nella parte meridionale del deserto di Gobi (Bacino di Ordos), nei pressi della quale sono stati ritrovati i fossili di questo e altri dinosauri. L'epiteto specifico, bellamanus, si riferisce alla notevole qualità del fossile dell'arto anteriore, parte dell'esemplare tipo di Erliansaurus.